# 普吕尼
普吕尼（法語：Prugny，法語發音：[pʁyɲi]）是法国奥布省的一个市镇，位于该省中南部，属于特鲁瓦区和特鲁瓦香槟都会城市圈公共社区，其市镇面积为8.62平方公里，2022年1月1日时人口数量为366人。
普吕尼是特鲁瓦香槟都会城市圈公共社区的组成部分，位于特鲁瓦市区西南大约12公里。

## 行政
普吕尼的邮政编码为10190，INSEE市镇编码为10307。

## 地理

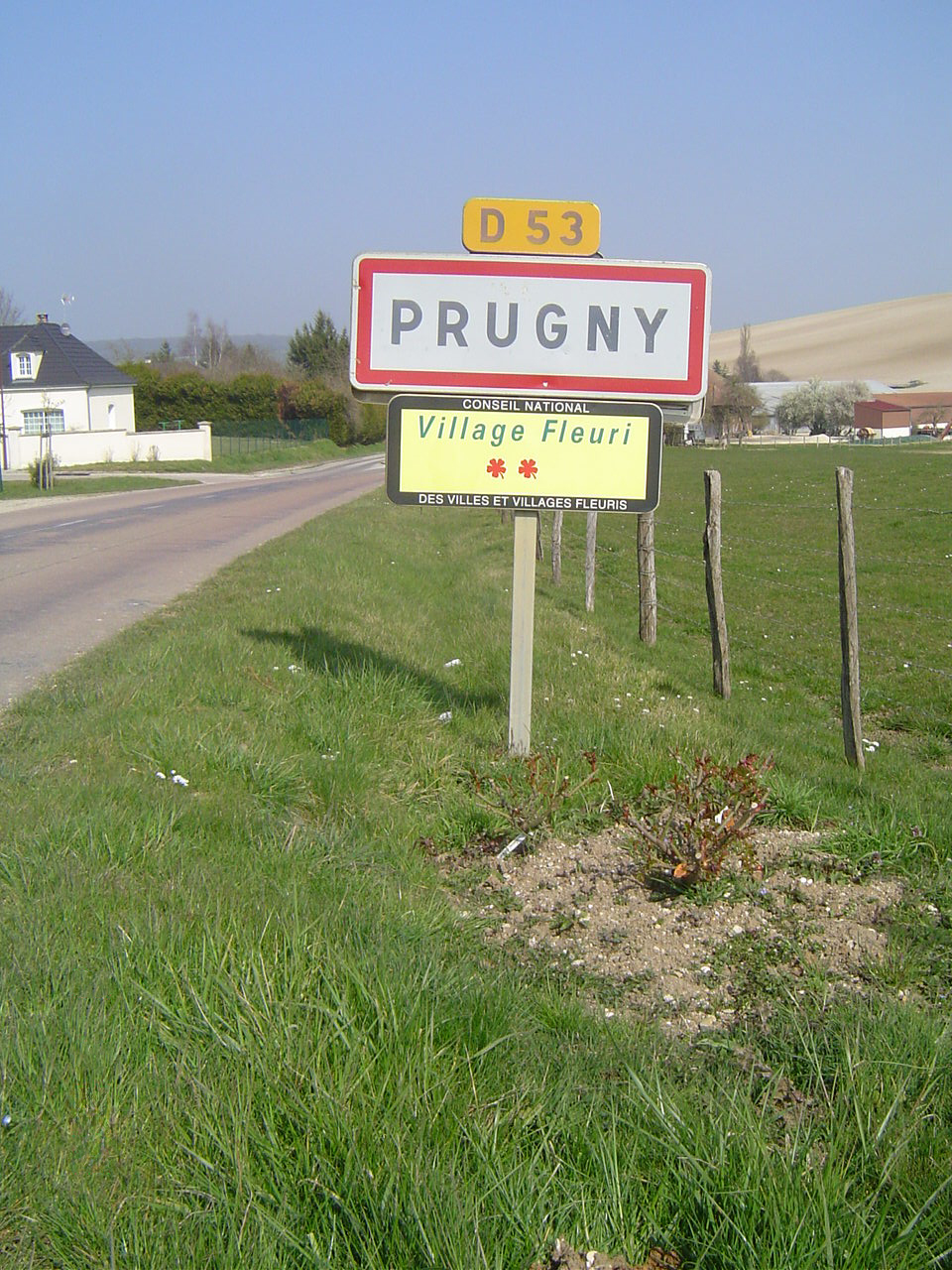
普吕尼标志

普吕尼（48°14'46"N, 3°56'39"E）位于法国中北部偏东，大东部大区西南部和奥布省中部偏南。
与普吕尼接壤的市镇包括：奥特地区比塞、莱讷欧布瓦、梅松、圣日耳曼、托尔维利耶、沃沙西。
普吕尼属于塞纳河流域，境内地势平坦。
按照柯本气候分类法，普吕尼属于温带海洋性气候，全年温差较小，降水分布均匀。

## 历史
普吕尼最初记载于公元7世纪，其拉丁语名称为，后长期为一普通村落，法国大革命后建立市镇。

## 交通
法国国道N77线和奥布省省道D53线和D83线在普吕尼镇中心交汇。
特鲁瓦公交1A线、1B线、5B线和扫墓专线经过普吕尼境内。

## 政治
现任普吕尼市长为埃马纽埃尔·舒瓦瑟拉先生（Emmanuel Choiselat）。

## 人口
| 年份   | 1936 | 1946 | 1954 | 1962 | 1968 | 1975 | 1982 | 1990 | 1999 | 2006 | 2007 | 2012 | 2017 |
| ------ | ---- | ---- | ---- | ---- | ---- | ---- | ---- | ---- | ---- | ---- | ---- | ---- | ---- |
| 人口數 | 114  | 114  | 110  | 102  | 92   | 145  | 259  | 300  | 316  | 385  | 395  | 384  | 375  |

## 社会
普吕尼境内有一处多媒体中心和一处开放式足球场，同时还有多处体育设施。